# Jolārpettai
Jolārpettai är en ort i Indien.   Den ligger i distriktet Vellore och delstaten Tamil Nadu, i den södra delen av landet, 1 800 km söder om huvudstaden New Delhi. Jolārpettai ligger 413 meter över havet och antalet invånare är 40 959.
Terrängen runt Jolārpettai är platt västerut, men österut är den kuperad. Terrängen runt Jolārpettai sluttar västerut. Runt Jolārpettai är det tätbefolkat, med 266 invånare per kvadratkilometer. Närmaste större samhälle är Vaniyambadi, 13,3 km norr om Jolārpettai. Omgivningarna runt Jolārpettai är en mosaik av jordbruksmark och naturlig växtlighet.